# Sense invitació
Sense invitació (títol original: Uninvited) ės un thriller italià del 1999 dirigit per Carlo Gabriel Nero. El protagonitzen els pares de Nero, Vanessa Redgrave i Franco Nero. Es va estrenar al Festival Internacional de Cinema de Mar del Plata a l'Argentina el 26 de novembre de 1999 abans de la seva estrena a Itàlia el 19 de maig de 2000. Carlo més tard va col·laborar amb la seva mare el 2004, dirigint-la en la pel·lícula d'HBO, La Febre. Ha estat doblada al català.

## Argument
Tony ha desitjat Patricia tota la seva vida, des de l'institut mai l'ha deixat aquest anhel, però només l'ha apreciat des de la distància. Tony es converteix en víctima del seu propi cor quan es converteix en sospitós de l'assassinat de Patricia, ja que el seu marit i els seus fills han estat assassinats. Quan Tony és encarcerat, el seu advocat, Barolo lluita per la seva defensa. Mentrestant, Tony lluita per acceptar la mort de Patricia.

## Repartiment
- Vanessa Redgrave: Senyora Ruttenburn
- Franco Nero: Advocat Ralph Barolo
- Eli Wallach :Strasser
- Adam Hann-Byrd :Tony Grasso, de jove
- Kevin Isolad: Tony Grasso
- Bethel Leslie: Senyora Wentworth
- Stephen Mendillo: Vincent Grasso
- Patricia Dunnock: Rose Grasso
- Olivia Birkelund: Patricia Macchiato Carver
- Barton Tinapp: Kirk Carver
- Jessica Munch: Patricia, de jove
- Jennifer Wiltsie: Charlotte Celeste Hinney
- Nick Sandow: Ed
- Tommy J. Michaels: Koosh